# Сиалеевская Пятина
Сиалеевская Пятина — село в Инсарском районе Мордовии. Центр Сиалеевско-Пятинского сельского поселения.

## География
Расположено на речке Сиалей в 12 км от районного центра и 30 км от железнодорожной станции Кадошкино. Рядом с селом находятся соседние сёла Нижняя Вязера и Языкова Пятина.

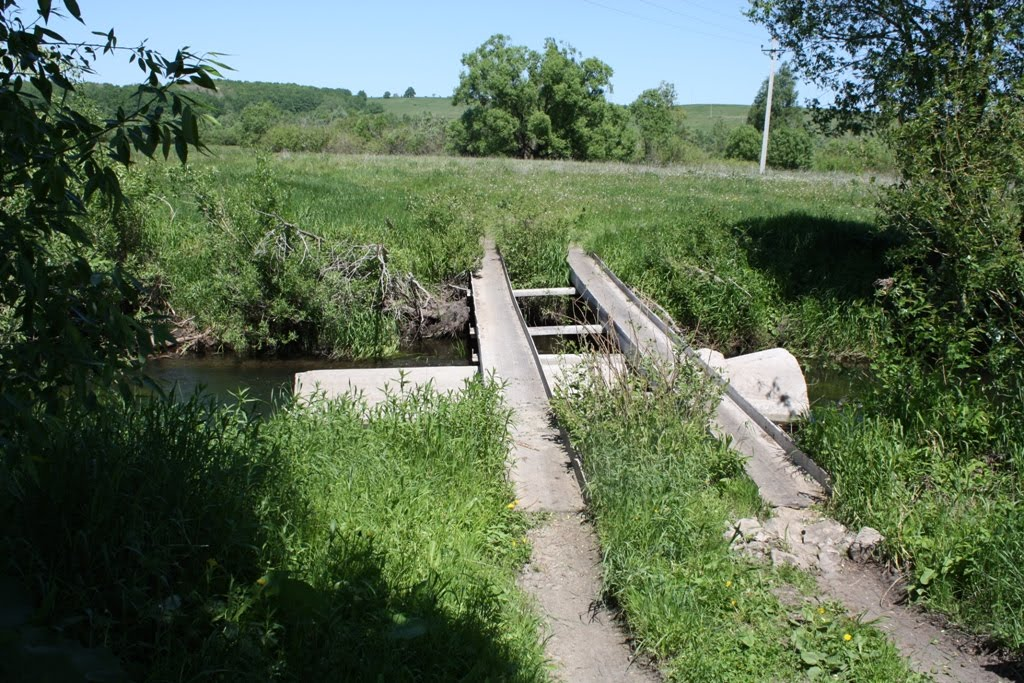
Мост через реку Исса

## Название
Название связано с русским устаревшим словом пятина, обозначавшим способ арендного землепользования, при котором владельцу отдавалась 1/5 урожая. Определение «Сиалеевская» указывает на то, что населённый пункт находится на речке Сиалей.

## История
Село основано переселенцами из других губерний Российского государства во второй половине XVII века.
В это время Инсарская пограничная черта потеряла свое значение в связи с сооружением новой Пензенской оборонительной линии. Поэтому первые жители стали селиться на юго-западной стороне от инсарской черты, которая в это время пришла в запустение.
Одних переселенцев привлекли здесь благодатные природные условия, заповедные леса с богатым животным миром и медом диких пчел, река Исса, многочисленные реки и озера, в которых водилось очень много различной рыбы, обилие родников. Другие бежали сюда, чтобы избавиться от крепостничества.
Первое упоминание о Пятине встречается в книге известного русского путешественника и исследователя академика П. С. Палласа, проехавшего по этим местам 5 сентября 1765 года. Автором исторического очерка о жизни села является учитель истории, краевед С. А. Иконников.
В 1869 году в селе находилось 390 дворов, имелась церковь, училище, волостное правление, действовала ярмарка. Село до 1925 года находилось в составе Инсарского уезда. Затем в 1913 была проведена подворная перепись. Было насчитано 567 дворов, с общей численностью населения 3950 человек. До революции в селе располагались земская школа, хлебозапасный магазин, 2 пожарные машины, 6 ветряных мельниц, 8 маслобоек и просодранок, 3 шерсточесалки, валяльный и синильный заводы, 5 кузниц, 6 лавок, в том числе пивная — это было одно из самых крупных сел уезда.

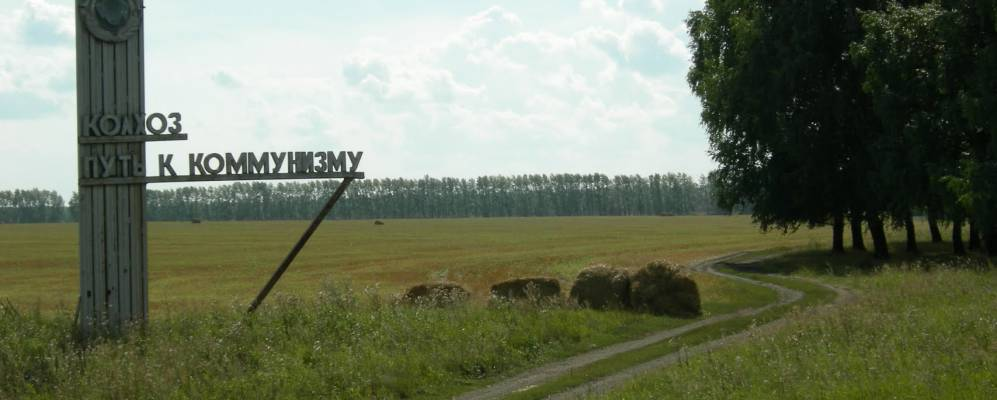
Колхоз «Путь к коммунизму»

После революции в Сиалеевской Пятине образовались сельский и волостной Советы. В октябре организована ячейка коммунистов — большевиков из 18 человек. На 10 ноября 1918 года она включала 45 членов. В июле был создан комитет бедноты. В конце 1918 года комбед слился с сельским Советом.
Взамен комбеда для помощи бедноте, сиротам и престарелым избрали комитет крестьянского общества взаимопомощи (ККОВ или крестком), просуществовавший до организации колхозов. 1919 г. — в селе организована комсомольская ячейка.

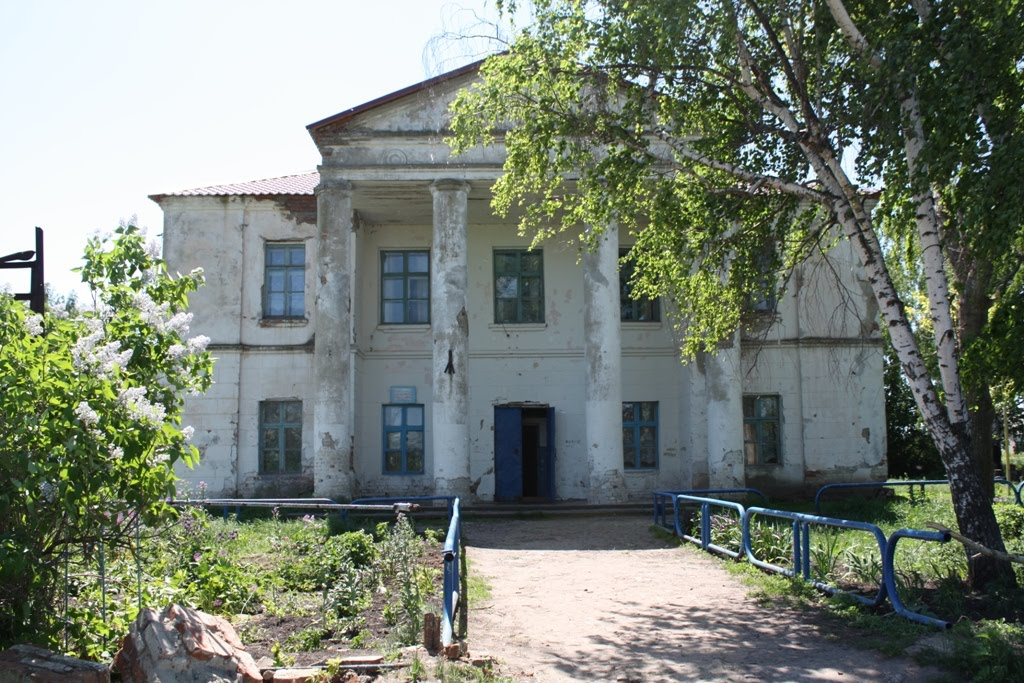
Культурно-досуговый центр

В начале 1930-х гг. был образован колхоз «Путь к коммунизму». 1941—1945 гг. — На фронт в годы Великой Отечественной войны призваны более 500 человек, не вернулись более 300.
В 1991 была проложена асфальтированная дорога до Инсара, в 1996 началась газификация села. Через год в селе был открыт СХПК «Сиалпятинский».
В селе есть средняя школа, библиотека, дом культуры, несколько магазинов, медпункт, отделение связи, Никольская церковь.

## Население
| 1989 | 2002 | 2010 |
| ---- | ---- | ---- |
| 671  | ↘517 | ↘465 |

1869 год — 390 дворов, 2495 человек.
1913 год — 567 дворов, 3950 человек.
2005 год — 214 дворов, 445 человек.
2010 год — 237 дворов, 560 человек.
2015 год — 213 хозяйств, 492 человека.
| Численность населения | Численность населения | Численность населения | Численность населения | Численность населения |
| --------------------- | --------------------- | --------------------- | --------------------- | --------------------- |
| 1869                  | 1913                  | 2005                  | 2010                  | 2015                  |
| 2495                  | ↗3950                 | ↘445                  | ↗560                  | ↘492                  |

## Достопримечательности
В селе расположены культурные и исторические достопримечательности. Главными из них являются:

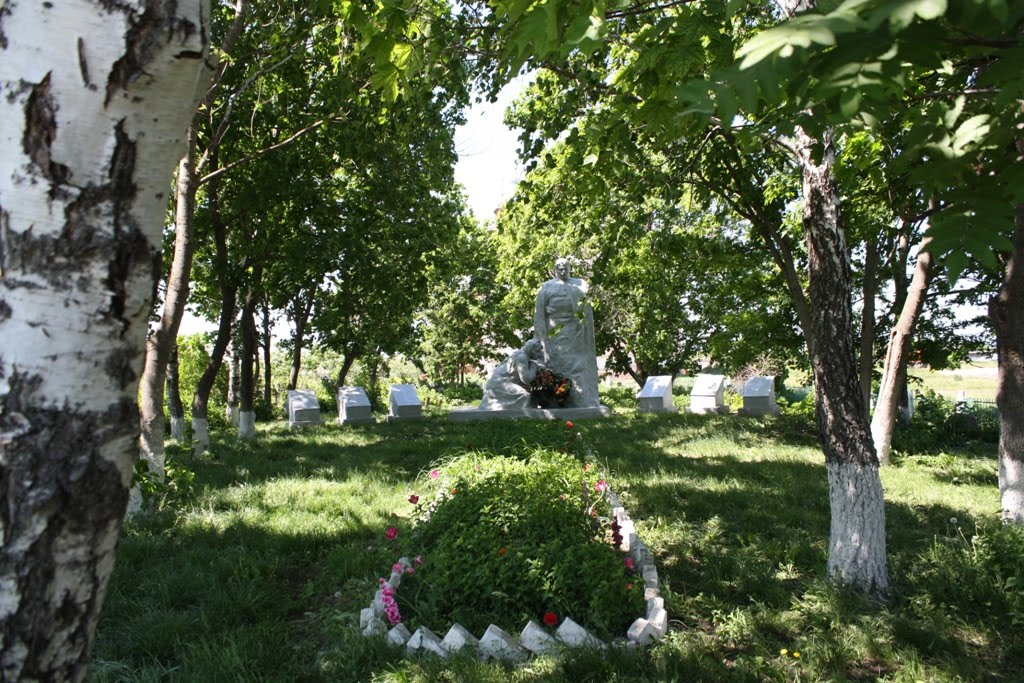
Памятник погибшим воинам

- Памятник погишбим во время Великой Отечественной войны 1941—1945[7] — в 1993 году в селе был установлен памятник. Скульптор Кордюков Николай Дмитриевич. Сотни уроженцев села Сиалеевская Пятина участвовали в войне.

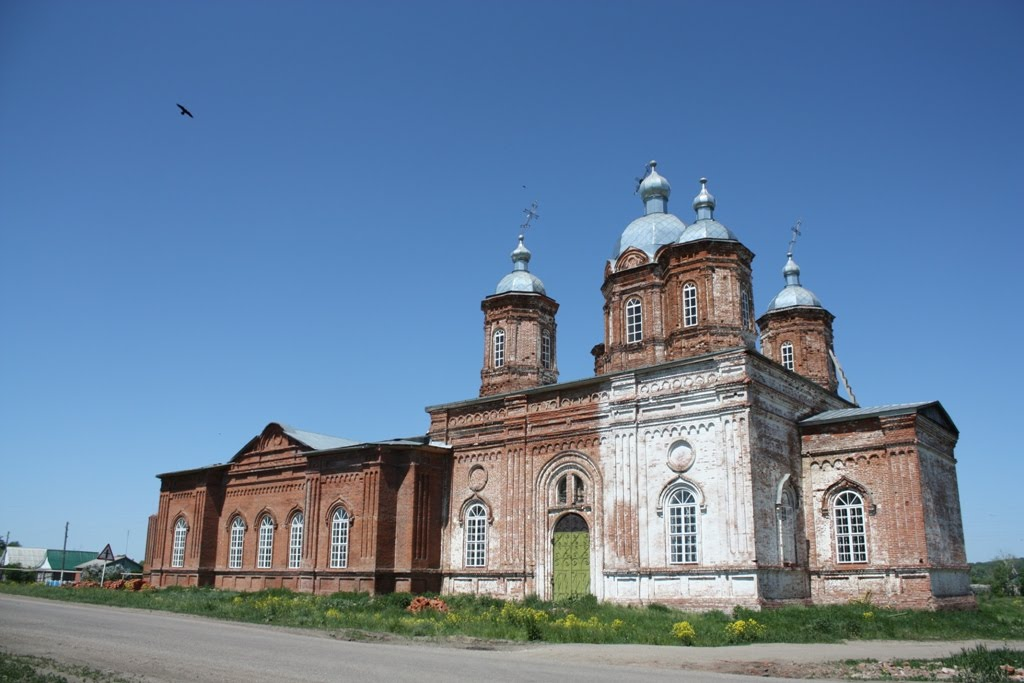
Никольская церковь

- Никольская церковь[8] — пятиглавая церковь из красного кирпича, в неовизантийском стиле, была построена в 1820 году и освящена в честь святителя Николая Мирликийского. Несколькими годами позже к основному зданию была пристроена обширная трапезная, в которой освящен зимний отапливаемый придел в честь пророка Илии. В советское время храм был закрыт и использовался колхозом как зерносклад. В апреле 1996 года, постановлением Правительства Республики Мордовия церковь была передана православному приходу. Усилиями прихожан и благотворителей ведутся реставрационные работы[9].

## Транспорт
В селе имеется нескольких автобусных остановок.

## Улицы
Уличная сеть посёлка состоит из 7 улиц. Главная улица — ул. Советская

## Известные уроженцы
- Оскин, Василий Сергеевич (1923—2016) — Герой Социалистического Труда[12]
- Костин, Пётр Трофимович  (1917—1986) — лауреат Ленинской премии, начальник отделения 2-го отдела ГРУ, Начальник радиотехнической разведки, Начальник центра космической разведки 11-го управления главного разведывательного управления Генерального штаба Вооружённых сил СССР, генерал-лейтенант[13][14]

## Источник
- Энциклопедия Мордовия, О. В. Котлова.